# 汲郡
汲郡，中國西晉时设置的郡。

## 建置沿革
晉武帝泰始二年（266年），分河內郡置汲郡，治所在汲县（今河南省卫辉市西南），属司州。領六縣：汲、朝歌、共、林慮、獲嘉、修武。
十六國時期，汲郡相繼為漢（310年－318年）、後趙（318年－350年）、前秦（350年－355年）、前燕（355年－370年）、前秦（370年－384年）、後燕（384年－396年）所有，移治枋頭（370年改名永昌，後復舊）。
北魏時，省并汲、獲嘉二縣，河內郡山陽縣改屬汲郡。太和十二年（488年），復置汲縣。太和十八年（494年），頓丘郡頓丘縣改屬汲郡。太和二十三年（488年），復置獲嘉縣。北魏孝明帝孝昌中，分修武縣為北修武、南修武二縣；分汲郡置黎陽郡，頓丘縣屬之。北魏孝莊帝永安元年（528年），分汲郡置林慮郡，林慮縣屬之。東魏孝靜帝天平二年（535年），共縣改屬林慮郡。至此，汲郡領六縣：北修武、南修武、汲、朝歌、山陽、獲嘉，治所在朝歌縣之枋頭城。
北齊時，省并北修武、山陽、獲嘉三縣，餘修武、汲、朝歌三縣。北周滅北齊後，廢伍城郡，其所領伍城縣改屬汲郡；修武縣改屬修武郡。至此，汲郡領三縣：汲、朝歌、伍城。
隋文帝開皇三年（583年），廢汲郡，領縣直屬衛州。隋煬帝大業三年（607年），改衛州為汲郡，治衛縣，領八縣：衛、汲、隋興、黎陽、內黃、湯陰、臨河、澶水。
唐高祖武德元年（618年），改汲郡為衛州。唐玄宗天寶元年（742年），復改衛州為汲郡，領五縣：汲、新鄉、衛、共城、黎陽。唐肅宗乾元元年（758年），復改汲郡為衛州。

## 人口
- 晉武帝太康中（280年－289年），汲郡有37000戶。[1]
- 東魏孝靜帝武定中（543年－550年），汲郡有29883戶，102997口。[3]
- 隋煬帝大業五年（609年），汲郡有111721戶。[4]
- 唐玄宗天寶十四載（755年），汲郡有48056戶，284630口。[5]

## 行政長官

### 汲郡太守（266年－319年）
- 王宏，字正宗，高平人，晉武帝泰始五年（269年）前後在任，任內开辟荒地五千余顷。[6]
- 馮員，安平人。[7]
- 張延，晉惠帝永興二年（305年）被攻殺。[8]
- 田甄，晉懷帝永嘉元年（307年）出任。[9]

### 汲郡內史（319年－330年）
- 石聰，後趙六年（324年）前後在任。[10]

### 汲郡太守（330年－577年）
- 穆鑖，代人，北魏孝文帝太和中在任。[11]
- 苟資，代人。[12]
- 房亮，字景高，清河人，北魏宣武帝時在任。[13]
- 明亮，字文德，平原人。[14]
- 賈顯度，中山無極人，北魏孝莊帝建義元年（528年）在任。[15]
- 張瓊，字連德，代人。[16]
- 裴良，字元賓，河東聞喜人，北魏、東魏之際在任。[17]
- 薛脩義，字公讓，河東汾陰人，東魏孝靜帝天平中帶。[16]
- 穆容，代人，東魏孝靜帝武定中在任。[11]
- 翟嵩，北齊文宣帝天保中在任。[18]

### 汲郡太守（607年－618年）
- 王仁恭，字元實，天水上邽人，隋煬帝大業三年（607年）以衛州刺史改號。[19]

### 汲郡太守（742年－758年）
- 李邕，唐玄宗天寶元載（742年）至三載（744年）在任。[20]
- 茹璋，唐玄宗天寶中在任。[20]
- 韓澄，唐玄宗天寶中在任。[20]
- 鄭遵意，唐玄宗天寶十載（751年）前後在任。[20]

## 國主
- 赵王石勒，319年－330年在位，汲郡為趙國封內的二十四郡之一。[21]